# پایگاه نیروی هوایی مککللان
پایگاه نیروی هوایی مککللان (به انگلیسی: McClellan Air Force Base) یک حوزه سرشماری در ایالات متحده آمریکا است که در کالیفرنیا واقع شده‌است.

## تاریخچه
از زمان تأسیس آن، مک کللان یک مرکز تدارکات و تعمیر و نگهداری برای انواع مختلف هواپیماهای نظامی، تجهیزات و لوازم بود. این انبار چندین تغییر نام داد و ازسال ۱۹۹۵به عنوان مرکز حمل و نقل هوایی ساکرامنتو (SALC) عمل می‌کرد. SALC به فرماندهی تدارکات نیروی هوایی (AFLC) و بعداً فرماندهی نیروی هوایی (AFMC) گزارش داد.